# Observatorul Desert Eagle
Observatorul Desert Eagle este un observator astronomic privat destinat amatorilor din apropierea orașului Benson, Arizona. Codul internațional al observatorului este 333. La acest observator s-au descoperit peste 1.730 de asteroizi noi.

## Istoric
Observatorul (IAU code 333 - 333  249.5236 0.84936 +0.52642 Desert Eagle Observatory ) este operat de William Kwong Yu Yeung, un prolific astronom amator canadian, de origine din Hong Kong, emigrat în Statele Unite.

## Activitate
Scopul principal al Observatorului este observarea și descoperirea de asteroizi, în special asteroizi din apropierea Pământului (ANOFM), dar și comete. Până în prezent, observatorul a descoperit 1732 de asteroizi noi (dintre care nu toți sunt încă numerotați).